# Paul Hager (Deichinspektor)

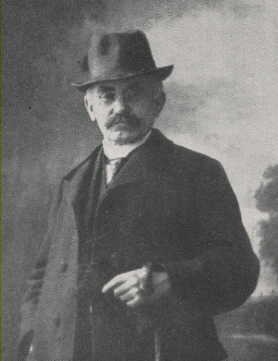
Baurat Paul Hager

Paul Hager (* 18. April 1859 in Eberswalde; † 28. Dezember 1920 in Freienwalde (Oder)) war Deichinspektor im Oderbruch.

## Leben
Hager wurde am 1. Juli 1890 kommissarischer Deichinspektor; am 1. Juli 1891 erhielt er eine feste Anstellung. Er übernahm 1892 die gesamte technische Verwaltung des Niederoderbruches.
Hager leitete ab 1891 die Anlage der Sonderpolder und war anerkannter Fachmann in Fragen der Vorflut im Gebiet der unteren Oder.
Als königlich-preußischer Baurat war er Vorsitzender und technischer Berater sämtlicher Unterdeichverbände. Außerdem war Hager Mitglied des Oderstromausschusses, des Landeswasseramtes und des Märkischen Wasserstraßenbeirates.

## Werke
- Der Großschiffahrtsweg Berlin–Stettin in seiner Bedeutung für die Vorflut des Oderbruches. Freienwalde 1898.
- Die Sicherung der Melioration des Oderbruches durch die Ausführung des Großschiffahrtsweges Berlin–Stettin in Verbindung mit der Regulierung der unteren Oder. Berlin 1904.